# Campeonato Asiático de Atletismo de 2023 - 100 m feminino
A prova dos 100 metros feminino do Campeonato Asiático de Atletismo de 2023 foi disputada nos dias 13 e 14 de julho de 2023, no Estádio Nacional, em Banguecoque, na Tailândia.

## Recordes
Antes desta competição, os recordes mundiais e do campeonato nesta prova eram os seguintes:
|                       | Nome                     | Nacionalidade  | Tempo  | Local        | Data                  |
| --------------------- | ------------------------ | -------------- | ------ | ------------ | --------------------- |
| Recorde mundial       | Florence Griffith Joyner | Estados Unidos | 10s 49 | Indianápolis | 16 de julho de 1988   |
| Recorde do campeonato | Olga Safronova           | Cazaquistão    | 11s 17 | Doha         | 22 de abril de 2019   |
| Recorde asiático      | Li Xuemei                | China          | 10s 79 | Xangai       | 18 de outubro de 1997 |

## Medalhistas
| Ouro                 | Prata                 | Bronze         |
| Shanti Pereira (SIN) | Farzaneh Fasihi (IRI) | Ge Manqi (CHN) |

## Cronograma
Todos os horários são locais (UTC+7)
| Data        | Hora  | Evento    |
| ----------- | ----- | --------- |
| 13 de julho | 16:10 | Bateria   |
| 14 de julho | 16:20 | Semifinal |
| 14 de julho | 18:40 | Final     |

## Resultados

### Bateria
Qualificação: 3 atletas de cada bateria  (Q) mais os  4 melhores qualificados (q).
Vento:
 Bateria 1: -0.5 m/s, Bateria 2: +0.1 m/, Bateria 3: +0.6 m/s, Bateria 4: +1.0 m/
| Posição | Bateria | Atleta                     | Nacionalidade  | Tempo | Notas |
| ------- | ------- | -------------------------- | -------------- | ----- | ----- |
| 1       | 4       | Hamideh Esmaeilnejad       | Irão           | 11.33 | Q,    |
| 2       | 3       | Farzaneh Fasihi            | Irão           | 11.42 | Q     |
| 3       | 4       | Ge Manqi                   | China          | 11.45 | Q     |
| 4       | 3       | Arisa Kimishima            | Japão          | 11.46 | Q     |
| 5       | 1       | Shanti Pereira             | Singapura      | 11.50 | Q     |
| 6       | 3       | Kristina Knott             | Filipinas      | 11.55 | Q     |
| 7       | 3       | Zaidatul Husniah Zulkifli  | Malásia        | 11.56 | q     |
| 8       | 2       | Trần Thị Nhi Yến           | Vietname       | 11.57 | Q,    |
| 9       | 4       | Loi Im Lan                 | Macau          | 11.69 | Q     |
| 10      | 1       | Aziza Sbaity               | Líbano         | 11.74 | Q     |
| 11      | 2       | Midori Mikase              | Japão          | 11.78 | Q     |
| 12      | 4       | Elizabeth-Ann Tan          | Singapura      | 11.81 | q     |
| 13      | 3       | Rima Kashafutdinova        | Cazaquistão    | 11.82 | q     |
| 14      | 3       | Mazoon Al-Alawi            | Omã            | 11.84 | q     |
| 15      | 2       | Leung Kwan Yi              | Hong Kong      | 11.88 | Q     |
| 16      | 3       | Athicha Petchakul          | Tailândia      | 11.89 |       |
| 17      | 1       | Kim Da-eun                 | Coreia do Sul  | 11.94 | Q     |
| 18      | 1       | Kong Chun Ki               | Hong Kong      | 12.01 |       |
| 19      | 2       | Valentina Meredova         | Turquemenistão | 12.05 |       |
| 20      | 2       | Arina Misheyeva            | Cazaquistão    | 12.28 |       |
| 21      | 4       | Mariyam Alhaa              | Maldivas       | 12.30 |       |
| 22      | 1       | On-Uma Chattha             | Tailândia      | 12.38 |       |
| 23      | 2       | Aishath Shaba Saleem       | Maldivas       | 12.80 |       |
| 24      | 4       | Sharlot Emile George Abyad | Jordânia       | 13.17 |       |
| 25      | 1       | Pom Lomany                 | Laos           | 13.25 |       |
| 98      | 2       | Liang Xiaojing             | China          | DSQ   |       |
| 99      | 4       | Azreen Nabila Binti Alias  | Malásia        | DNS   |       |
| 99      | 4       | Supanich Poolkerd          | Tailândia      | DNS   |       |

### Semifinal
Qualificação: 3 atletas de cada bateria  (Q) mais os  2 melhores qualificados (q).
Vento:
 Bateria 1: +0.9 m/s, Bateria 2: +0.1 m/
| Posição | Bateria | Atleta                    | Nacionalidade | Tempo | Notas |
| ------- | ------- | ------------------------- | ------------- | ----- | ----- |
| 1       | 2       | Shanti Pereira            | Singapura     | 11.30 | Q     |
| 2       | 1       | Hamideh Esmaeilnejad      | Irão          | 11.35 | Q     |
| 3       | 1       | Ge Manqi                  | China         | 11.42 | Q     |
| 4       | 2       | Farzaneh Fasihi           | Irão          | 11.45 | Q     |
| 5       | 2       | Arisa Kimishima           | Japão         | 11.47 | Q     |
| 6       | 1       | Trần Thị Nhi Yến          | Vietname      | 11.55 | Q,    |
| 7       | 1       | Kristina Knott            | Filipinas     | 11.56 | q     |
| 8       | 2       | Aziza Sbaity              | Líbano        | 11.65 | q     |
| 9       | 2       | Zaidatul Husniah Zulkifli | Malásia       | 11.67 |       |
| 10      | 2       | Loi Im Lan                | Macau         | 11.85 |       |
| 11      | 1       | Elizabeth-Ann Tan         | Singapura     | 11.86 |       |
| 12      | 1       | Kim Da-eun                | Coreia do Sul | 11.87 |       |
| 13      | 2       | Rima Kashafutdinova       | Cazaquistão   | 11.89 |       |
| 14      | 1       | Mazoon Al-Alawi           | Omã           | 11.95 |       |
| 15      | 2       | Leung Kwan Yi             | Hong Kong     | 12.03 |       |
| 99      | 1       | Midori Mikase             | Japão         | DNS   |       |

### Final
A final ocorreu no dia 14 de julho às 18:40.
Vento: 0.0 m/s
| Posição           | Raia | Atleta               | Nacionalidade | Tempo | Notas            |
| ----------------- | ---- | -------------------- | ------------- | ----- | ---------------- |
| Medalha de ouro   | 6    | Shanti Pereira       | Singapura     | 11.20 | Recorde nacional |
| Medalha de prata  | 3    | Farzaneh Fasihi      | Irão          | 11.39 | Recorde pessoal  |
| Medalha de bronze | 4    | Ge Manqi             | China         | 11.40 |                  |
| 4                 | 5    | Hamideh Esmaeilnejad | Irão          | 11.46 |                  |
| 5                 | 7    | Arisa Kimishima      | Japão         | 11.56 |                  |
| 6                 | 1    | Kristina Knott       | Filipinas     | 11.61 |                  |
| 7                 | 2    | Aziza Sbaity         | Líbano        | 11.61 |                  |
| 8                 | 8    | Trần Thị Nhi Yến     | Vietname      | 11.64 |                  |

Legenda
| Recorde mundial       | Recorde mundial (World record)               |                       | Recorde africano                      | Recorde africano (African) |                                           | Q | Classificado por posição (Qualified) |
| Recorde do campeonato | Recorde do campeonato (Championship record)  | Recorde da América    | Recorde da América (Americas)         | q                          | Classificado por melhor tempo (Qualified) |   |                                      |
| Melhor marca do ano   | Melhor marca do ano (World leading)          | Recorde asiático      | Recorde asiático (Asian)              | DNS                        | Não largou (Did not start)                |   |                                      |
| Recorde nacional      | Recorde nacional (National record)           | Recorde europeu       | Recorde europeu (European)            | DNF                        | Não terminou (Did not finish)             |   |                                      |
| Recorde pessoal       | Recorde pessoal do atleta (Personal best)    | Recorde da Oceania    | Recorde da Oceania (Oceania)          | DSQ / DQ                   | Desclassificado (Disqualified)            |   |                                      |
| Recorde da temporada  | Recorde da temporada do atleta (Season best) | Recorde sul-americano | Recorde sul-americano (South America) | NM                         | Sem marca (No mark)                       |   |                                      |